# Eremieni, Mureș
Eremieni (în maghiară Nyárádszentimre) este un sat în comuna Bereni din județul Mureș, Transilvania, România.

## Istoric
Pe Harta Iosefină a Transilvaniei din 1769-1773 (Sectio 144), localitatea a apărut sub numele de „Sz. Imreh”. 

## Monumente istorice
- Biserica reformată din Eremieni

## Imagini

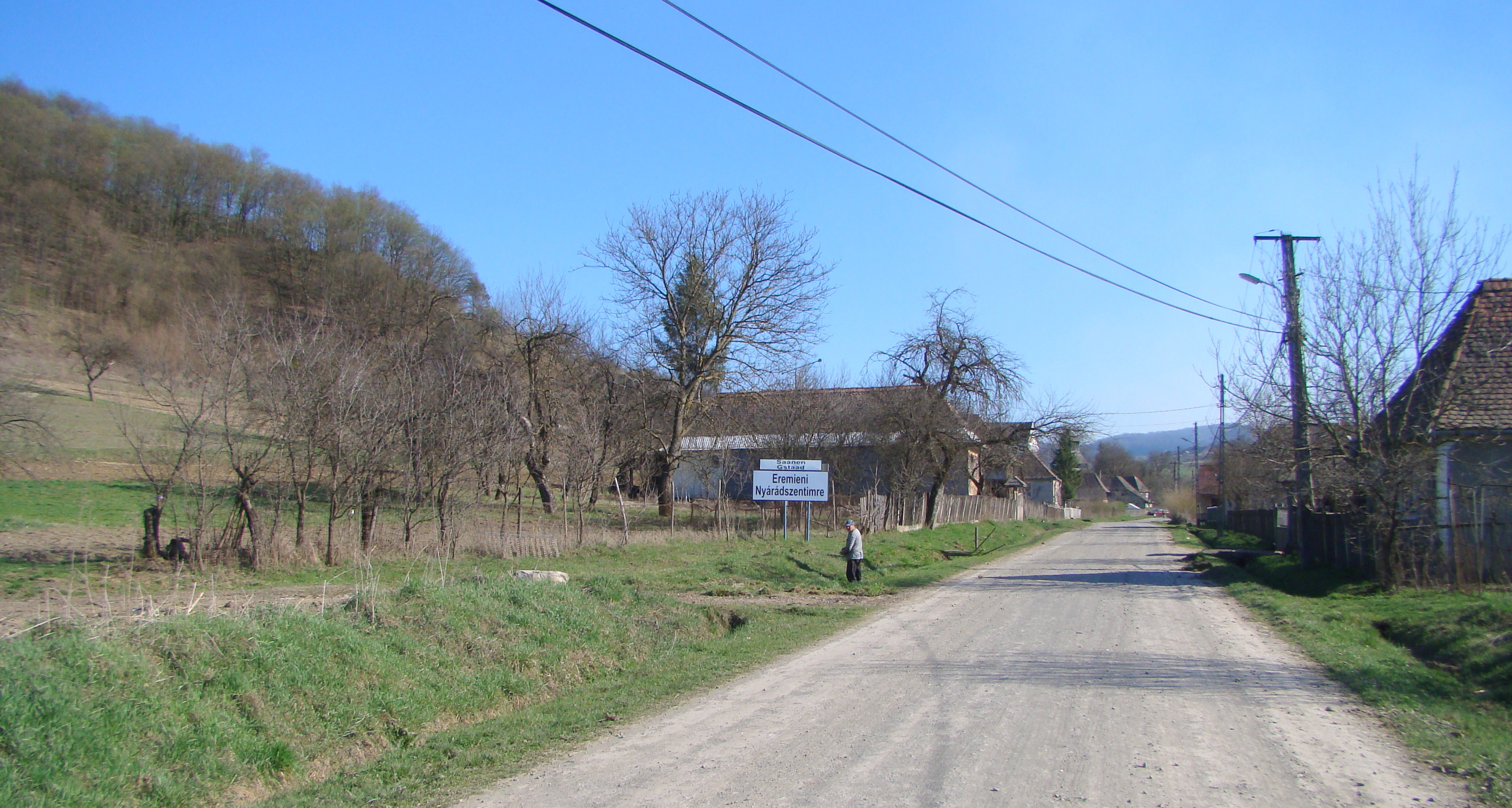
Intrarea în localitate
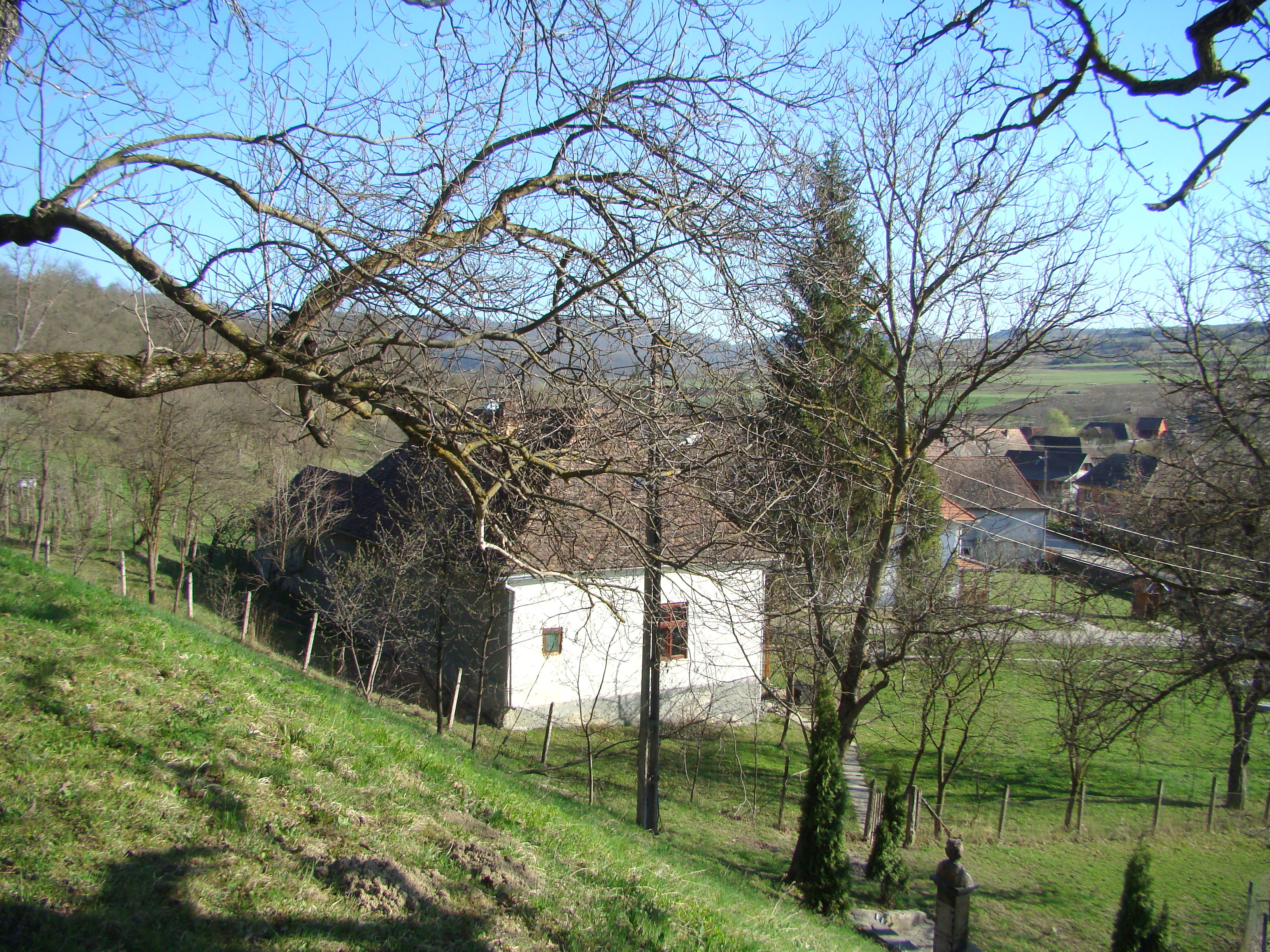
Capela reformată
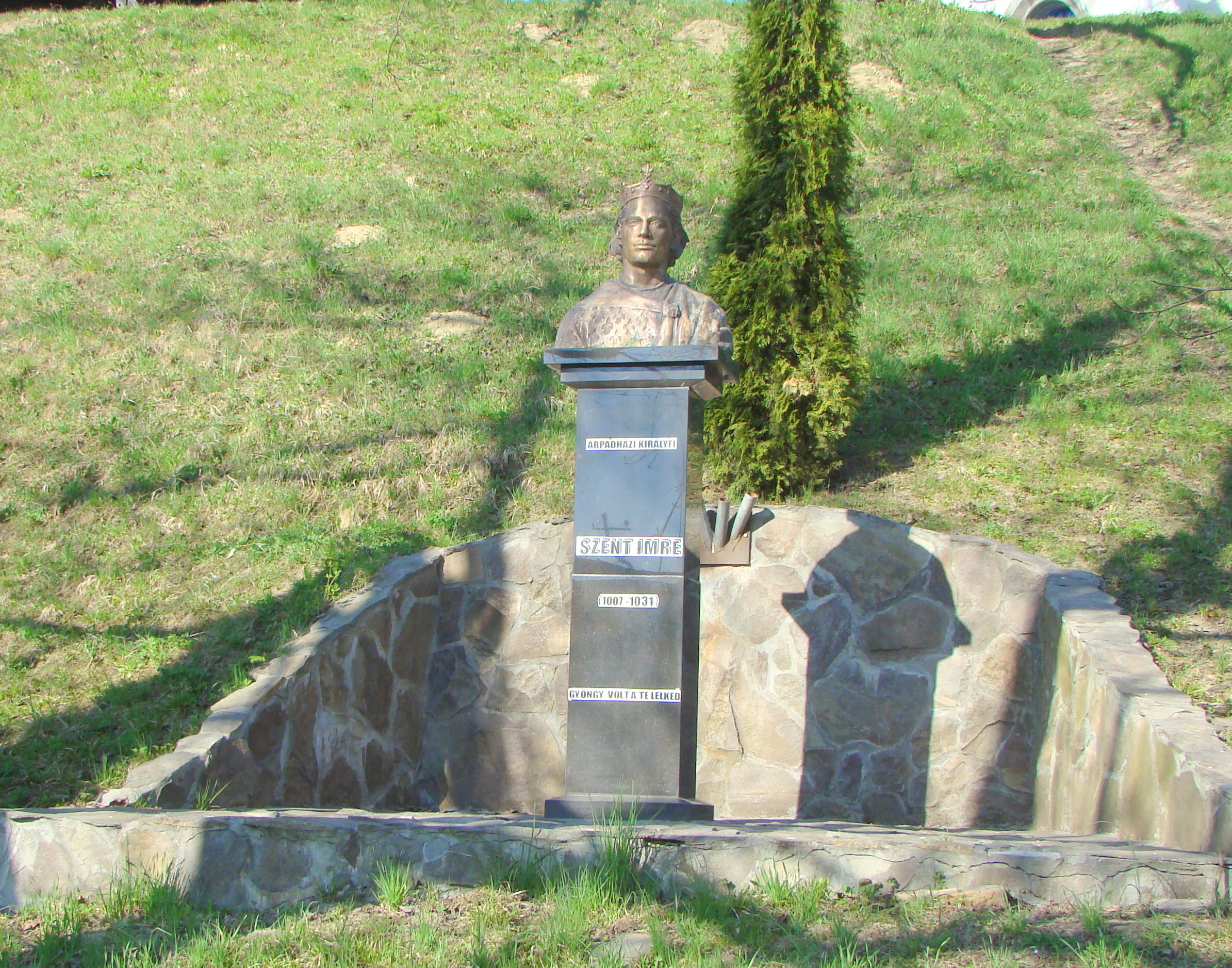
Bustul Sfântului Emeric
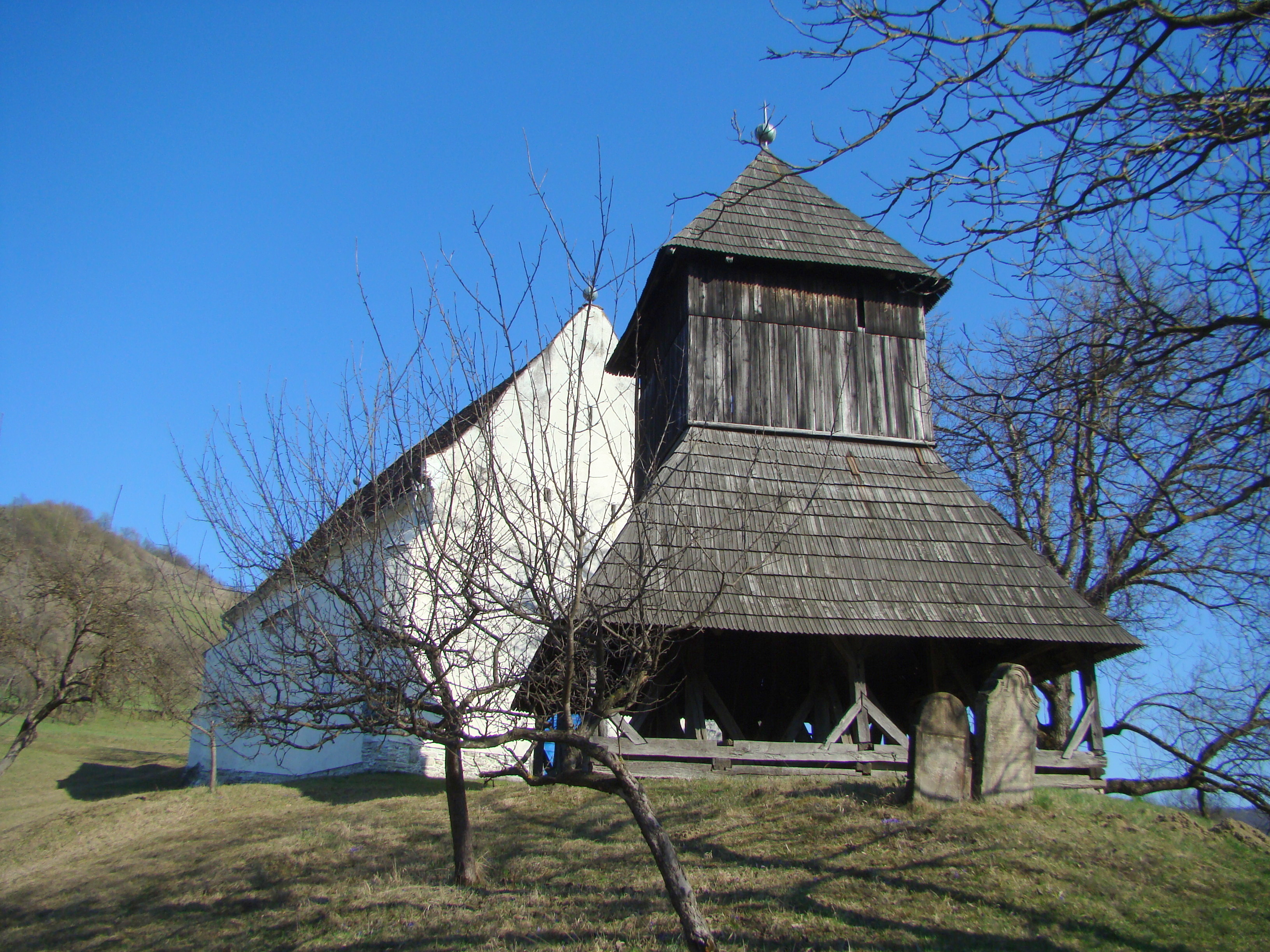
Biserica reformată (monument istoric)
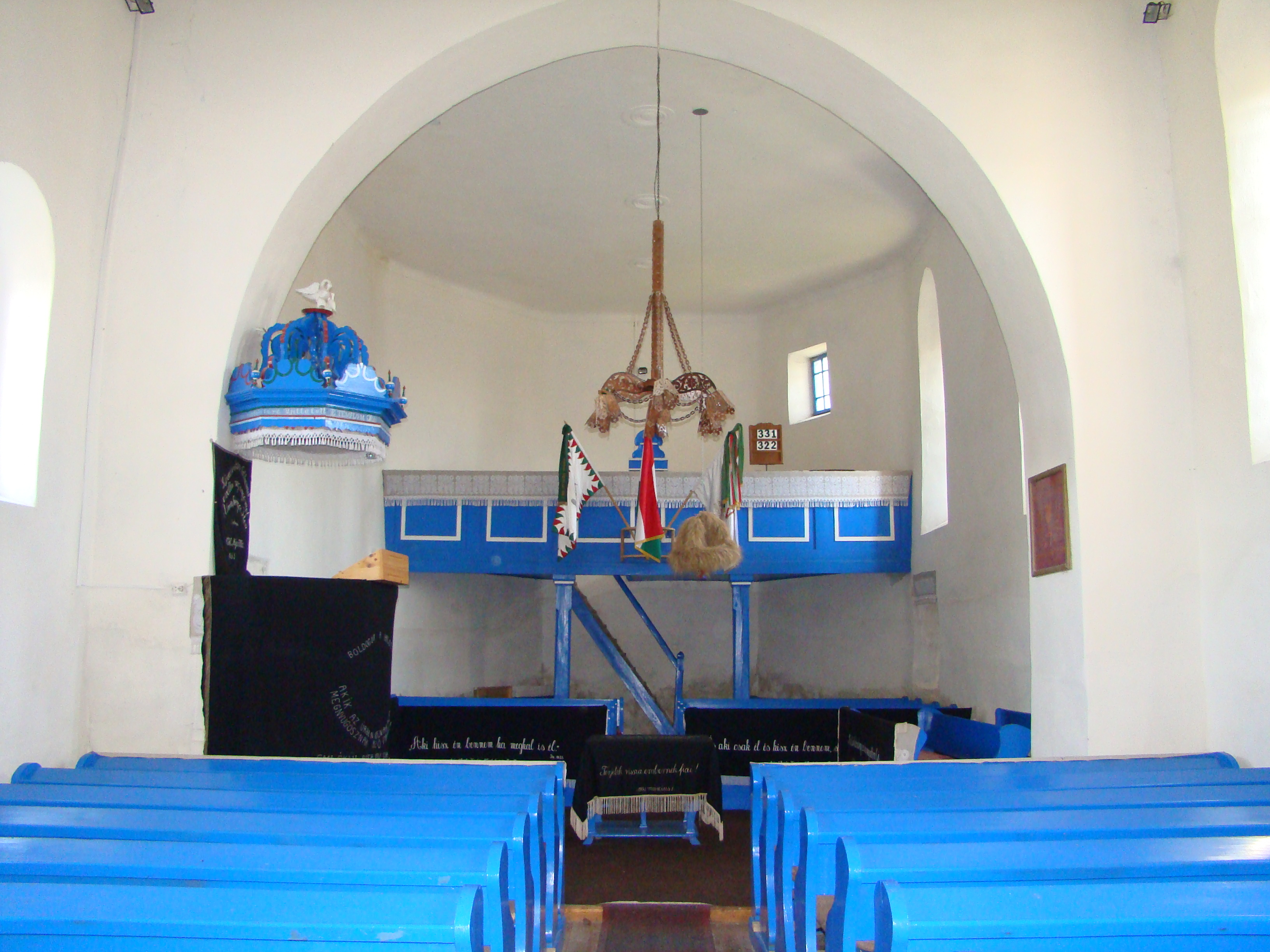
Biserica reformată (monument istoric)